# NGC 7267
NGC 7267 is een balkspiraalstelsel in het sterrenbeeld Zuidervis. Het hemelobject werd op 23 september 1834 ontdekt door de Britse astronoom John Herschel.

## HD 212325
Vanaf de Aarde gezien bevindt het stelsel NGC 7267 zich schijnbaar in de onmiddellijke nabijheid van de ster HD 212325 (magnitude 8). Deze ster behoort echter toe aan het melkwegstelsel en is een voorgrondster, maar de optische illusie wekt de indruk alsof beiden verwantschap met elkaar tonen.

## Synoniemen
- ESO 405-18
- MCG -6-49-3
- IRAS 22214-3356
- PGC 68780